# Independent Spirit Awards 2018
La cerimonia di premiazione della 33ª edizione degli Independent Spirit Awards ha avuto luogo il 3 marzo 2018.
Le candidature sono state rese note il 21 novembre 2017 da Lily Collins e Tessa Thompson. La cerimonia di premiazione verrà condotta da Nick Kroll e John Mulaney.

## Vincitori e candidati
I vincitori saranno indicati in grassetto, a seguire gli altri candidati.

### Miglior film
- Scappa - Get Out (Get Out), regia di Jordan Peele
- Chiamami col tuo nome (Call Me by Your Name), regia di Luca Guadagnino
- Un sogno chiamato Florida (The Florida Project), regia di Sean Baker
- Lady Bird, regia di Greta Gerwig
- The Rider - Il sogno di un cowboy (The Rider), regia di Chloé Zhao

### Miglior regista
- Jordan Peele - Scappa - Get Out (Get Out)
- Sean Baker - Un sogno chiamato Florida (The Florida Project)
- Jonas Carpignano - A Ciambra
- Luca Guadagnino - Chiamami col tuo nome (Call Me by Your Name)
- Josh e Benny Safdie - Good Time
- Chloé Zhao - The Rider - Il sogno di un cowboy (The Rider)

### Miglior sceneggiatura
- Greta Gerwig - Lady Bird
- Azazel Jacobs - The Lovers
- Martin McDonagh - Tre manifesti a Ebbing, Missouri (Three Billboards Outside Ebbing, Missouri)
- Jordan Peele - Scappa - Get Out (Get Out)
- Mike White - Beatriz at Dinner

### Miglior film d'esordio
- Ingrid Goes West, regia di Matt Spicer
- Columbus, regia di Kogonada
- Menashe, regia di Joshua Z. Weinstein
- Oh Lucy!, regia di Atsuko Hirayanagi
- Patti Cake$, regia di Geremy Jasper

### Miglior sceneggiatura d'esordio
- Emily V. Gordon e Kumail Nanjiani - The Big Sick - Il matrimonio si può evitare... l'amore no (The Big Sick)
- Kris Avedisian, Kyle Espeleta e Jesse Wakeman - Donald Cried
- Ingrid Jungermann - Women Who Kill
- Kogonada - Columbus
- David Smith e Matt Spicer - Ingrid Goes West

### Miglior attrice protagonista
- Frances McDormand - Tre manifesti a Ebbing, Missouri (Three Billboards Outside Ebbing, Missouri)
- Salma Hayek - Beatriz at Dinner
- Margot Robbie - Tonya (I, Tonya)
- Saoirse Ronan - Lady Bird
- Shinobu Terajima - Oh Lucy!
- Regina Williams - Life and Nothing More

### Miglior attore protagonista
- Timothée Chalamet - Chiamami col tuo nome (Call Me by Your Name)
- Harris Dickinson - Beach Rats
- James Franco - The Disaster Artist
- Daniel Kaluuya - Scappa - Get Out (Get Out)
- Robert Pattinson - Good Time

### Miglior attrice non protagonista
- Allison Janney - Tonya (I, Tonya)
- Holly Hunter - The Big Sick - Il matrimonio si può evitare... l'amore no (The Big Sick)
- Laurie Metcalf - Lady Bird
- Lois Smith - Marjorie Prime
- Taliah Lennice Webster - Good Time

### Miglior attore non protagonista
- Sam Rockwell - Tre manifesti a Ebbing, Missouri (Three Billboards Outside Ebbing, Missouri)
- Nnamdi Asomugha - Crown Heights
- Armie Hammer - Chiamami col tuo nome (Call Me by Your Name)
- Barry Keoghan - Il sacrificio del cervo sacro (The Killing of a Sacred Deer)
- Benny Safdie - Good Time

### Miglior fotografia
- Sayomphu Mukdiphrom - Chiamami col tuo nome (Call Me by Your Name)
- Thimios Bakatakis - Il sacrificio del cervo sacro (The Killing of a Sacred Deer)
- Elisha Christian - Columbus
- Hélène Louvart - Beach Rats
- Joshua James Richards - The Rider - Il sogno di un cowboy (The Rider)

### Miglior montaggio
- Tatiana S. Riegel - Tonya (I, Tonya)
- Ronald Bronstein e Benny Safdie - Good Time
- Walter Fasano - Chiamami col tuo nome (Call Me by Your Name)
- Alex O'Flinn - The Rider - Il sogno di un cowboy (The Rider)
- Gregory Plotkin - Scappa - Get Out (Get Out)

### Miglior documentario
- Visages Villages, regia di Agnès Varda e JR
- The Departure, regia di Lana Wilson
- Last Men in Aleppo, regia di Feras Fayyad
- Motherland, regia di Ramona S. Diaz
- Quest, regia di Jonathan Olshefski

### Premio John Cassavetes
- Life and Nothing More, regia di Antonio Méndez Esparza
- Storia di un fantasma (A Ghost Story), regia di David Lowery
- Dayveon, regia di Amman Abbasi
- Most Beautiful Island, regia di Ana Asensio
- The Transfiguration, regia di Michael O'Shea

### Miglior film straniero
- Una donna fantastica (Una mujer fantástica), regia di Sebastián Lelio (Cile)
- 120 battiti al minuto (120 battements par minute), regia di Robin Campillo (Francia)
- I Am Not a Witch, regia di Rungano Nyoni (Regno Unito)
- Lady Macbeth, regia di William Oldroyd (Regno Unito)
- Loveless (Neljubov'), regia di Andrej Petrovič Zvjagincev (Russia)

### Premio Robert Altman
- Mudbound, regia di Dee Rees

### Producers Award
- Summer Shelton - Keep the Change
- Giulia Caruso e Ki Jin Kim - Columbus
- Ben LeClair - The Lovers

### Someone to Watch Award
- Gook, regia di Justin Chon
- Dayveon, regia di Amman Abbasi
- Super Dark Times, regia di Kevin Phillips

### Truer Than Fiction Award
- Quest, regia di Jonathan Olshefski
- The Cage Fighter, regia di Jeff Unay
- Distant Constellation, regia di Shevaun Mizrahi

### American Airlines Bonnie Award
- Chloé Zhao
- So Yong Kim
- Lynn Shelton